# Monoblepharis insignis
Monoblepharis insignis är en svampart som beskrevs av Thaxt. 1895. Monoblepharis insignis ingår i släktet Monoblepharis och familjen Monoblepharidaceae.   Inga underarter finns listade i Catalogue of Life.